# 리엄 프레이저
리엄 스콧 프레이저(영어: Liam Scott Fraser, 1998년 1월 13일 ~ )는 캐나다의 축구 선수로 현재 EFL 리그 원의 레딩에서 미드필더로 활동 중이다.